# 하기와라 사요코
하기와라 사요코(일본어: 萩原 佐代子, 1962년 12월 1일~)는 일본 도쿄도 출신의 배우이다. 본명은 노노미야 사요코(일본어: 野々宮 佐代子)이다.

## 출연 작품

### TV 프로그램
- 울트라맨 80 - 호시 료코, 유리안(음성)
- 과학전대 다이너맨 - 타치바나 레이, 다이너 핑크(음성)
- 초신성 플래시맨 - 레이 네펠, 요수사 네펠라(음성)

### 영화
- 과학전대 다이너맨 극장판 - 타치바나 레이, 다이너 핑크(음성)
- 초신성 플래시맨 극장판 - 레이 네펠
- 울트라맨 제로 THE MOVIE 초결전! 베리얼 은하제국 - 유리안(음성)
- 고카이저 고세이저 슈퍼 전대 199 히어로 대결전 - 타치바나 레이
- 지구 방위 걸즈 P9

## 같이 보기
- 타루미 토타
- 마키노 미치코